# Championnats du monde de ski acrobatique 1999
Navigation
Édition précédente Édition suivante
Les Championnats du monde ski acrobatique de 1999 se déroulent à Hasliberg en Suisse. Ils sont la 7e édition des Championnats du monde de ski acrobatique. C'est la première fois que cet événement — géré par la Fédération internationale de ski — a lieu en Suisse.
Huit épreuves sont programmées, quatre pour les hommes, quatre pour les femmes : bosses, bosses en parallèle, saut et acroski (ou ballet). Le combiné disparait de la programmation (il avait déjà disparu des épreuves féminines dès l'édition précédente) alors que les bosses en parallèle font leur première apparition.

## Palmarès

### Hommes
| Épreuves            | Or                        | Argent                      | Bronze                    |
| ------------------- | ------------------------- | --------------------------- | ------------------------- |
| Bosses              | Janne Lahtela, Finlande   | Lauri Lassila, Finlande     | Sami Mustonen, Finlande   |
| Bosses en parallèle | Johann Grégoire, France   | Janne Lahtela, Finlande     | Lauri Lassila, Finlande   |
| Saut                | Eric Bergoust, États-Unis | Christian Rijavec, Autriche | Joe Pack, États-Unis      |
| Acroski             | Ian Edmondson, États-Unis | Mika McDonald, Canada       | Heini Baumgartner, Suisse |

### Femmes
| Épreuves            | Or                           | Argent                     | Bronze                   |
| ------------------- | ---------------------------- | -------------------------- | ------------------------ |
| Bosses              | Ann Battelle, États-Unis     | Kari Traa, Norvège         | Corinne Bodmer, Suisse   |
| Bosses en parallèle | Sandra Schmitt, Allemagne    | Kari Traa, Norvège         | Ann Battelle, États-Unis |
| Saut                | Jacqui Cooper, Australie     | Hilde Synnøve Lid, Norvège | Nikki Stone, États-Unis  |
| Acroski             | Natalia Razumovskaya, Russie | Oksana Kushenko, Russie    | Annika Johansson, Suède  |